# Processo Fadda

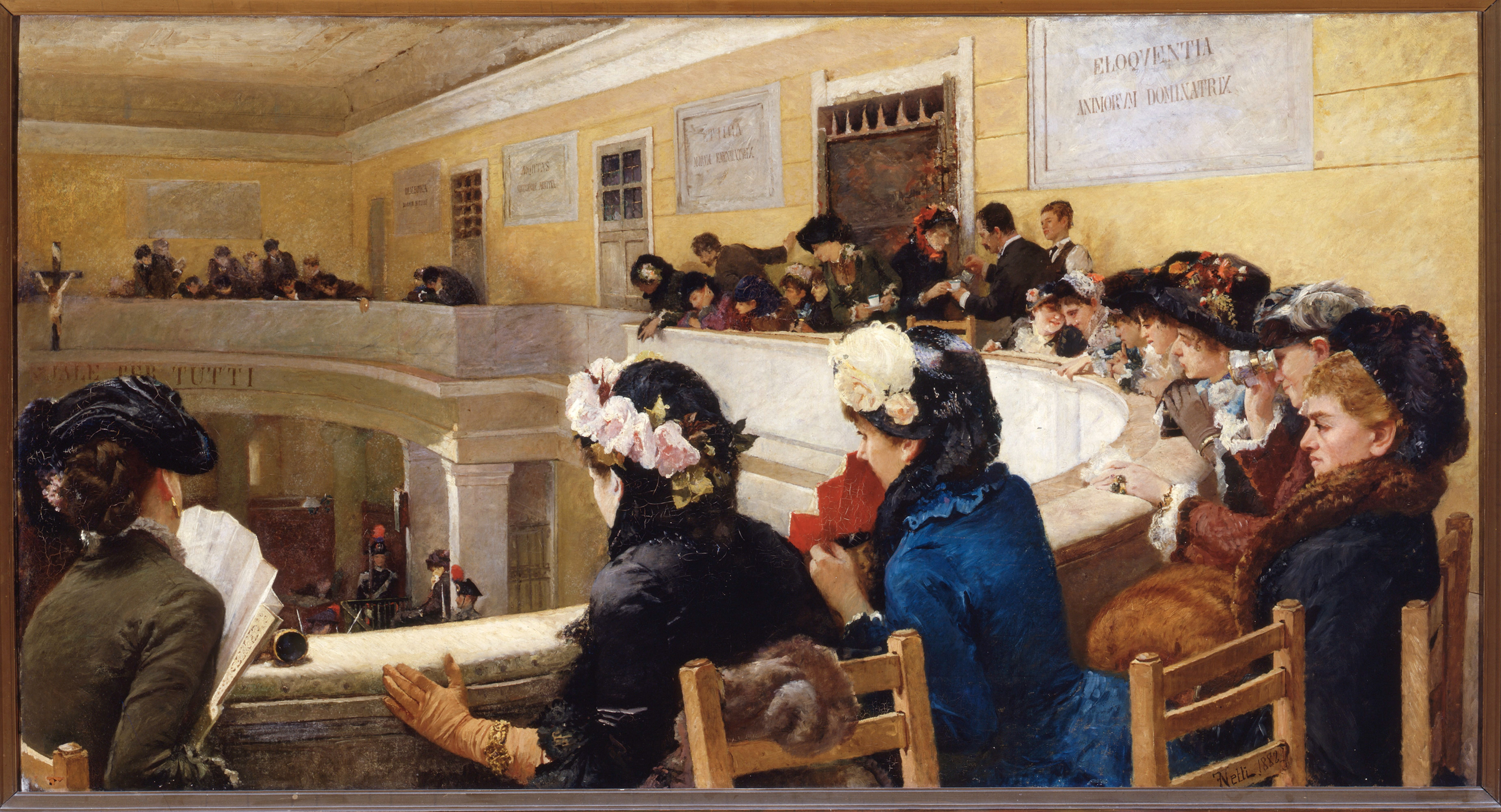
Il processo Fadda come rappresentato da Francesco Netti: In corte d'assise (1882), esposto alla Pinacoteca metropolitana di Bari

Il processo Fadda fu un processo per omicidio, celebrato nel 1879, che suscitò una morbosa curiosità, alimentata da un certo tipo di giornalismo.
Giosuè Carducci scrisse per l'occasione A proposito del processo Fadda, per deplorare la curiosità di signore e signorine sui particolari della vicenda.
L'ucciso era il capitano Giovanni Fadda, reduce delle guerre risorgimentali, dove aveva acquisito gloria, ma anche aveva perduto la viriltà. Ciò nonostante aveva sposato Raffaella Saraceni, che era particolarmente bella. La giovane lo tradì però ben presto. Incontrò poi un cavallerizzo, Pietro Cardinali, che il 6 ottobre del 1878 uccise con 23 pugnalate il capitano Fadda.
Il processo si celebrò nel 1879 e portò alla condanna all'ergastolo per il Cardinali. Raffaella Saraceni, riconosciuta come mandante, venne in un primo tempo condannata ai lavori forzati a vita. Dopo il ricorso in cassazione, sostenuto dai maggiori principi del foro italiani, la pena fu fissata in trent'anni di reclusione, che grazie al buon comportamento e a provvedimenti di clemenza, vennero ulteriormente ridotti e la Saraceni uscì dal carcere dopo 10 anni.
Il fatto, che avvenne quasi contemporaneamente ad altri che ugualmente avevano interessato dame della buona società romana, impressionò grandemente l'opinione pubblica, anche se la spettacolarizzazione del processo suscitò, fin da allora, severe critiche.